# Edwin Diller Starbuck
Edwin Diller Starbuck, född den 20 februari 1866, död den 18 november 1947, var en amerikansk filosof och religionspsykolog.
Starbuck, som 1906 blev professor i filosofi vid University of Iowa, är bekant företrädesvis genom arbetet The Psychology of Religion (1899; 2:a upplagan 1901).